# Giò Batta Santini
Giovanni Battista Santini, noto come Giò Batta (Follonica, 18 giugno 1875 – Follonica, 13 aprile 1948), è stato un politico italiano.

## Biografia
Nato nel 1875 a Follonica in località Rondelli dal possidente Giuseppe e da Anna Venturi, venne registrato all'anagrafe come Giov. Batista Luigi Bono Santini. Per tutti solo Giò Batta, iniziò giovanissimo a lavorare come fabbro per le locali fonderie Ilva. Iscrittosi al Partito Socialista Italiano, si interessò di questioni sindacali, scrivendo per Il Metallurgico e altri periodici di settore grossetani, piombinesi e pistoiesi. Si oppose all'intervento italiano nella grande guerra.
Nel 1916 divenne membro del comitato esecutivo della commissione federale provinciale del partito, eletto durante il XV congresso provinciale con sede a Follonica, e fu riconfermato nel successivo congresso del marzo 1919. Fu inoltre consigliere comunale a Massa Marittima.
Alle elezioni amministrative del 1920 i socialisti vinsero per la prima volta le provinciali grossetane e Santini risultò eletto al consiglio provinciale di Grosseto per il mandamento di Massa con 2 328 voti. Il 27 novembre 1920 fu eletto presidente della deputazione provinciale e prese possesso del mandato il 5 dicembre successivo.
Il governo dell'amministrazione provinciale si rivelò particolarmente ostico e turbolento, anche per le rappresaglie degli oppositori politici. Santini fu preso di mira dagli squadristi fascisti e aggredito in due occasioni tra il 1921 e il 1922, a Grosseto e a Giuncarico. Il 15 aprile 1922 alcuni fascisti locali lanciarono alcune bombe sulla sua casa di Rondelli. Costretto alle dimissioni, Santini si ritirò dalla vita politica, rimanendo fuori dalla scena pubblica per tutta la durata della dittatura.
Dopo la liberazione fu nominato sindaco di Follonica dal locale Comitato di liberazione nazionale e resse l'amministrazione del comune fino al 1948, anno della sua morte.